# اونور آکدوغان
اونور آکدوغان (انگلیسی: Onur Akdoğan؛ زادهٔ ۱ مارس ۱۹۹۴) بازیکن فوتبال اهل ترکیه است.
از باشگاه‌هایی که در آن بازی کرده‌است می‌توان به باشگاه فوتبال هولشتاین کیل اشاره کرد.